# Joseph François Dupleix
Joseph François Dupleix, född 1 januari 1697 i Landrecies, Frankrike, död 10 november 1763, fransk generalguvernör i Indien, och ansedd som den store rivalen till Robert Clive vid koloniseringen av Indien.
Dupleix besökte första gången Indien 1715, och blev 1720 ledamot i det styrande rådet i franska kolonin Pondicherry, för att 1730 bli superintendent i Chandernagore. Generalguvernör blev han 1742, med ansvar för samtliga franska besittningar i landet. Som sådan kom Duplexi att spela en huvudroll i Frankrikes kolonialhistoria i Ostindien under 1700-talet. Dupleix mål var att göra Frankrike till den ledande kolonialmakten i Ostindien. Han kom därigenom snart i konflikt med Storbritannien. Genom att göra ett flertal inhemska furstar till allierade tyckte sig Dupleix ha skapat en tillräckligt stark bas för den planerade offensiven. 1746 inledde han sin offensiv men blrist på understöd från hemlandet och rivalitet mellan Dupleix och den franske guvernören över Mauritius och Réunion Bertrand François Mahé de La Bourdonnais, hindrade dess lyckliga utgång. Han lyckades dock inta Madras, men i freden i Aachen återgick staden i brittisk kontroll. Samma år försvarade Dupleix med överlägsen skicklighet Pondicherry mot en betydande brittisk övermakt. En olycklig inblandning i Sydindiens politiska förhållanden grusade dock så småningom Dupleix planer och han återkallades 1754 till hemlandet, där han levde sin sista tid under ständiga trakasserier och ekonomiska bekymmer.